# Epicauta apache
Epicauta apache är en skalbaggsart som beskrevs av Pinto 1980. Epicauta apache ingår i släktet Epicauta och familjen oljebaggar. Inga underarter finns listade i Catalogue of Life.